# Ecdemus fuliginosa
Ecdemus fuliginosa là một loài bướm đêm thuộc phân họ Arctiinae, họ Erebidae.